# Musca villica
Musca villica là một loài ruồi trong họ Tachinidae.